# Журавець дрібний
{{#ifeq:0|0|{{#if:|{{#if:Geraniumpusillum|[[]}}|}}}}
Журавець дрібний, герань маленька (Geranium pusillum) — вид рослин родини геранієві (Geraniaceae). Батьківщиною виду є північний Алжир, Марокко та Євразія від Португалії й Ірландії до західних Гімалаїв.

## Опис
Однорічна трав'яниста рослина 10–50 см заввишки. Стебла прямостійні чи лежачі, не вкорінюється в вузлах. Стебла, черешки та квітконіжки з 0.1–0.3 мм незалозистими трихомами й 0.1–0.2 мм залозистими трихомами. Прилистки ланцетні, чіткі. Листки супротивні; листова пластинка 1.5–3.8 см, волосиста з притиснутими незалозистими трихомами. Суцвіття двоквіті; стебельце суцвіття 0.5–3.2 см. Квітконіжки 0.6–1.6 см. Чашолистки 3–4.5 мм, зовні з 0.6–1 мм незалозистими трихомами і 0.2–0.5 мм незалозистими і залозистими трихомами, всередині голі. Пелюстки блідо-фіолетові, 2–3 мм завдовжки, обидві поверхні голі, поля при основі війчасті, верхівка з 0.2–0.5 мм надрізом; пиляки пурпурові, ≈ 0.3 мм. Плоди 0.9–1.1 см, випростані, коли незрілі; мерикарпи гладкі, з до 0.2 мм притиснутими незалозистими трихомами, основа з кількома війками, дзьоб 7–9 мм, без звуженої вершини. Насіння 1.7–1.8 мм. 2n = 26.

## Поширення
Батьківщиною виду є пн. Алжир, Марокко та Євразія від Португалії й Ірландії до західних Гімалаїв; вид натуралізований в Австралії й на деяких помірних територіях Північної й Південної Америки.
В Україні зростає на полях, в степах, біля доріг і в чагарниках як бур'ян — на всій території.

## Галерея

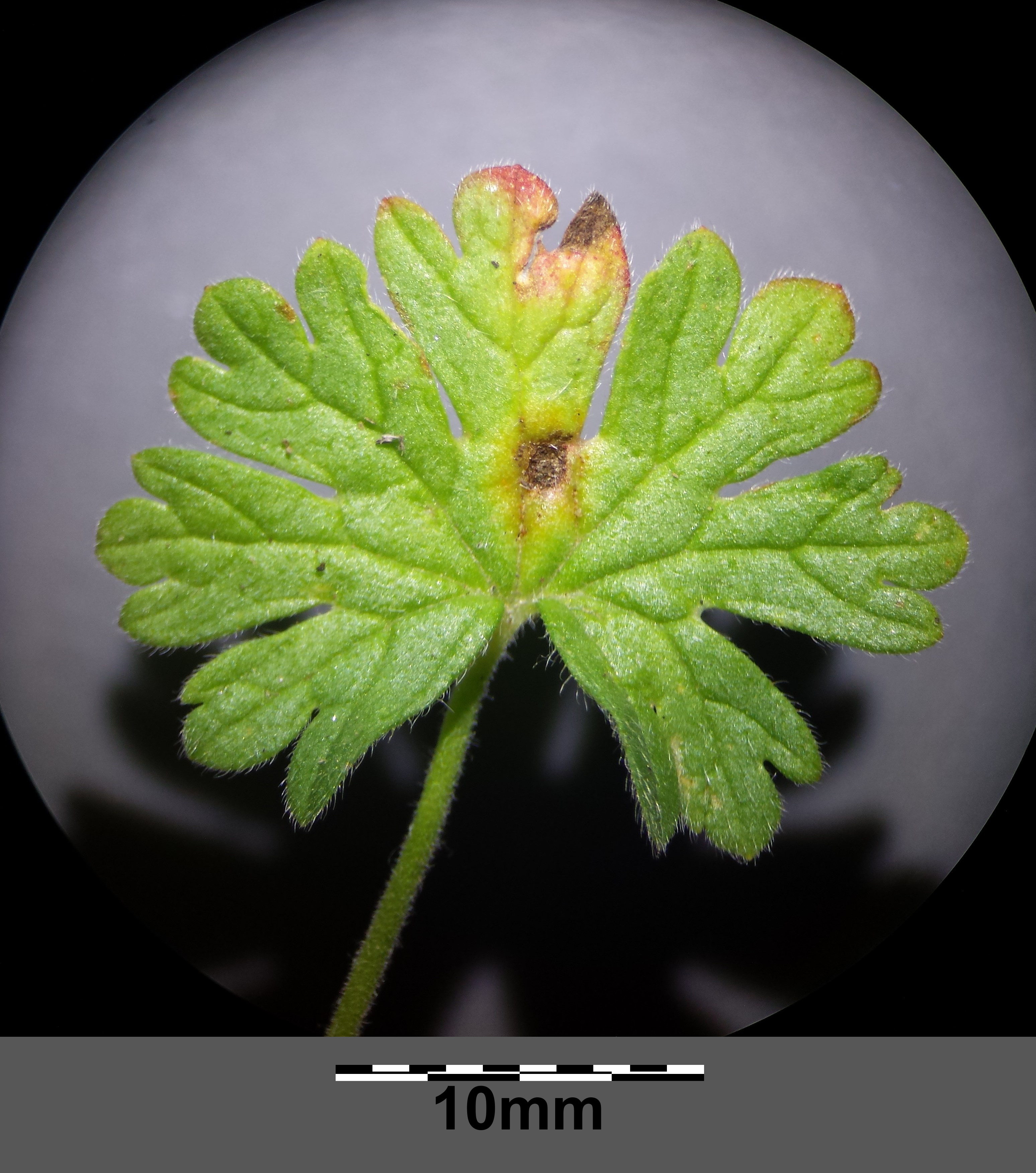
листок
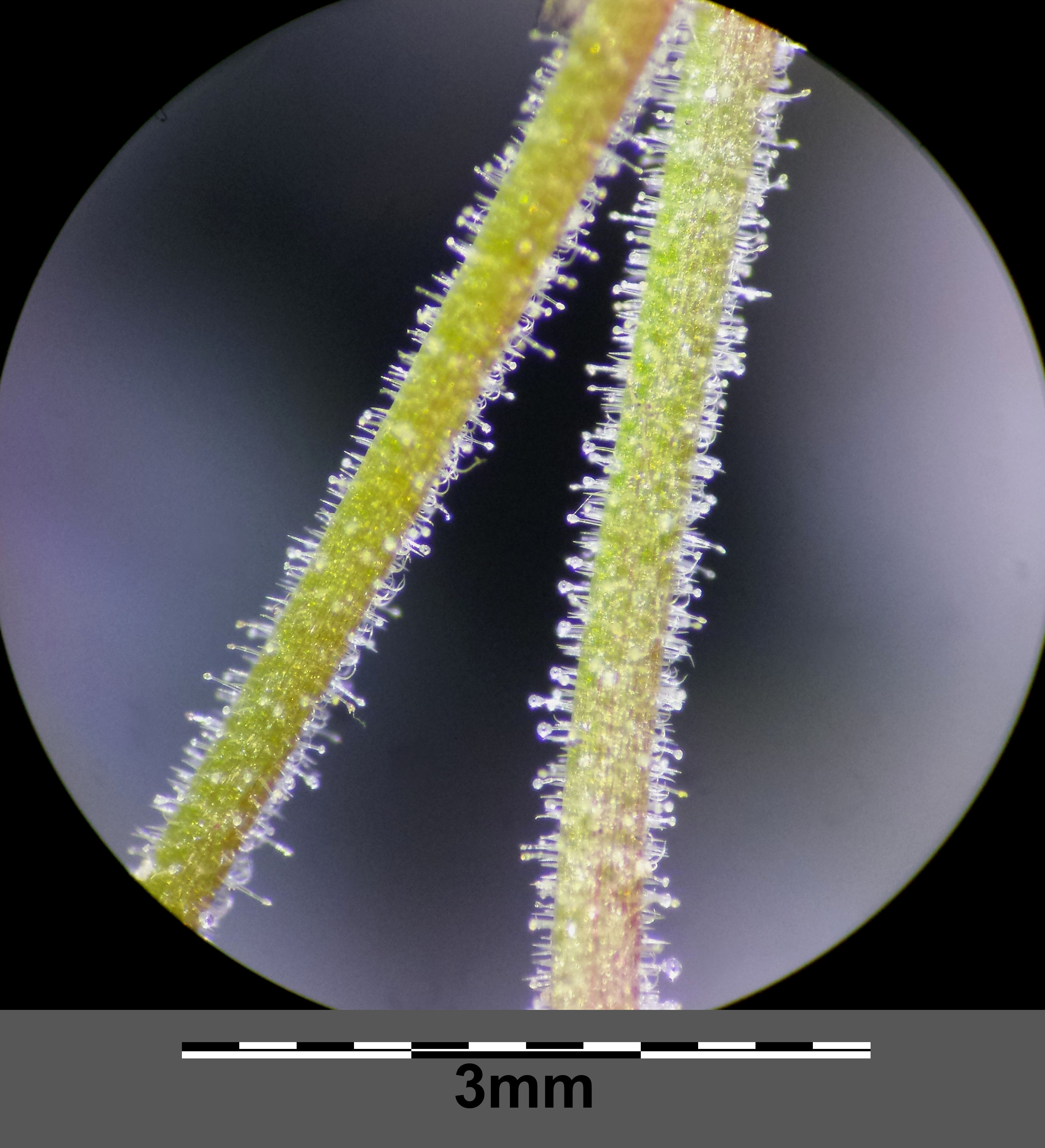
стебла квітки із залозистими волосками ≈0.2 мм завдовжки
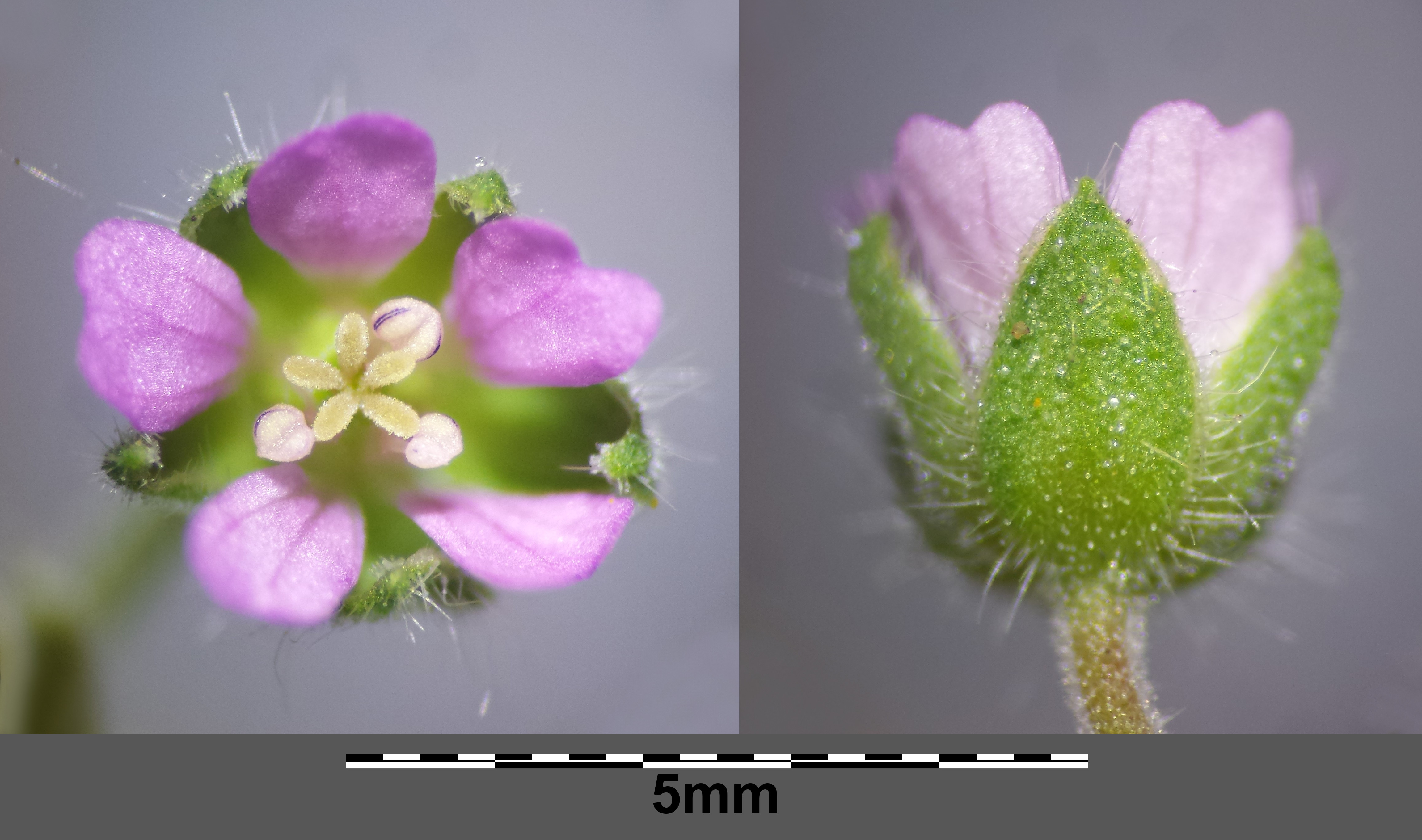
квітка
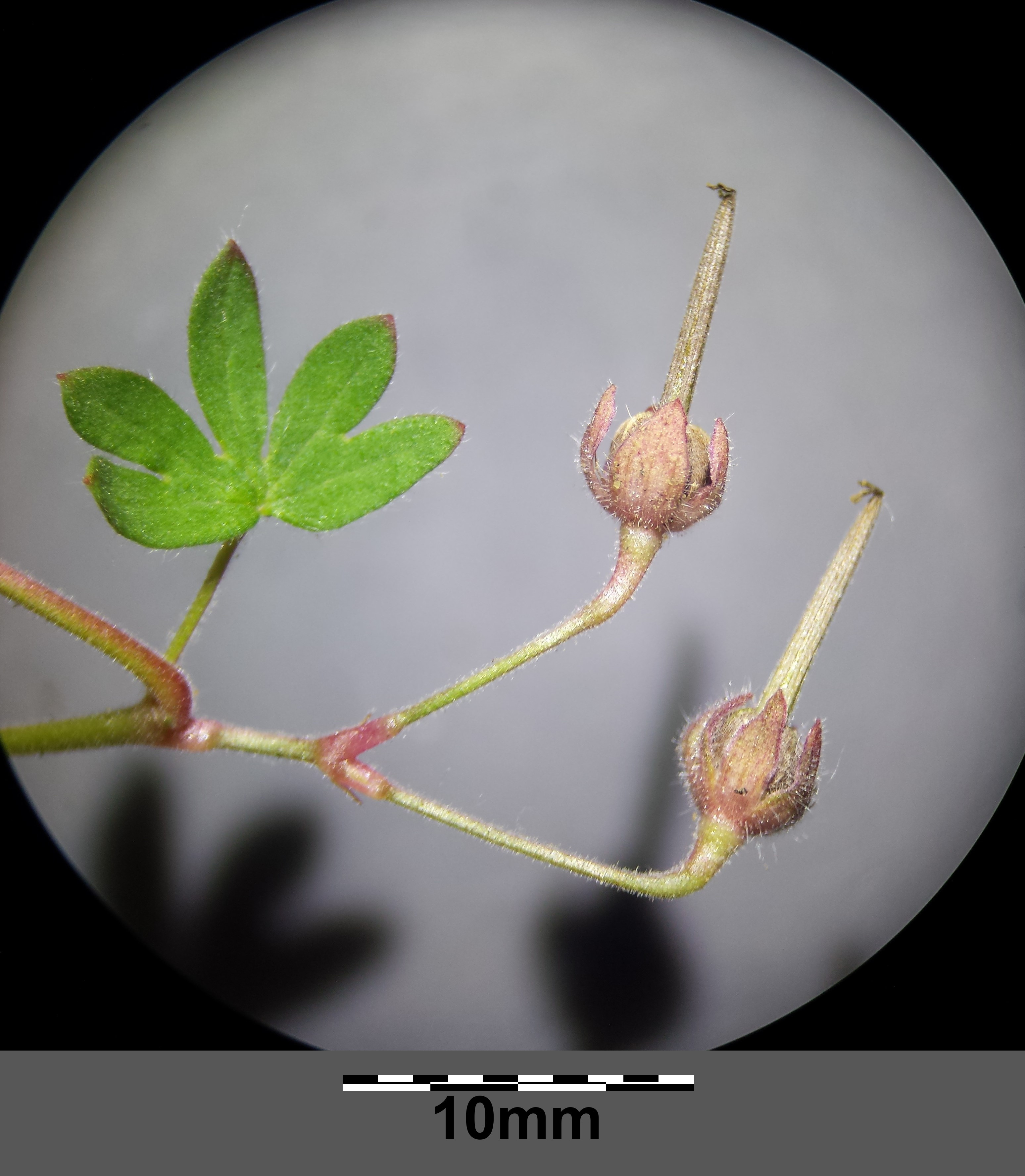
супліддя
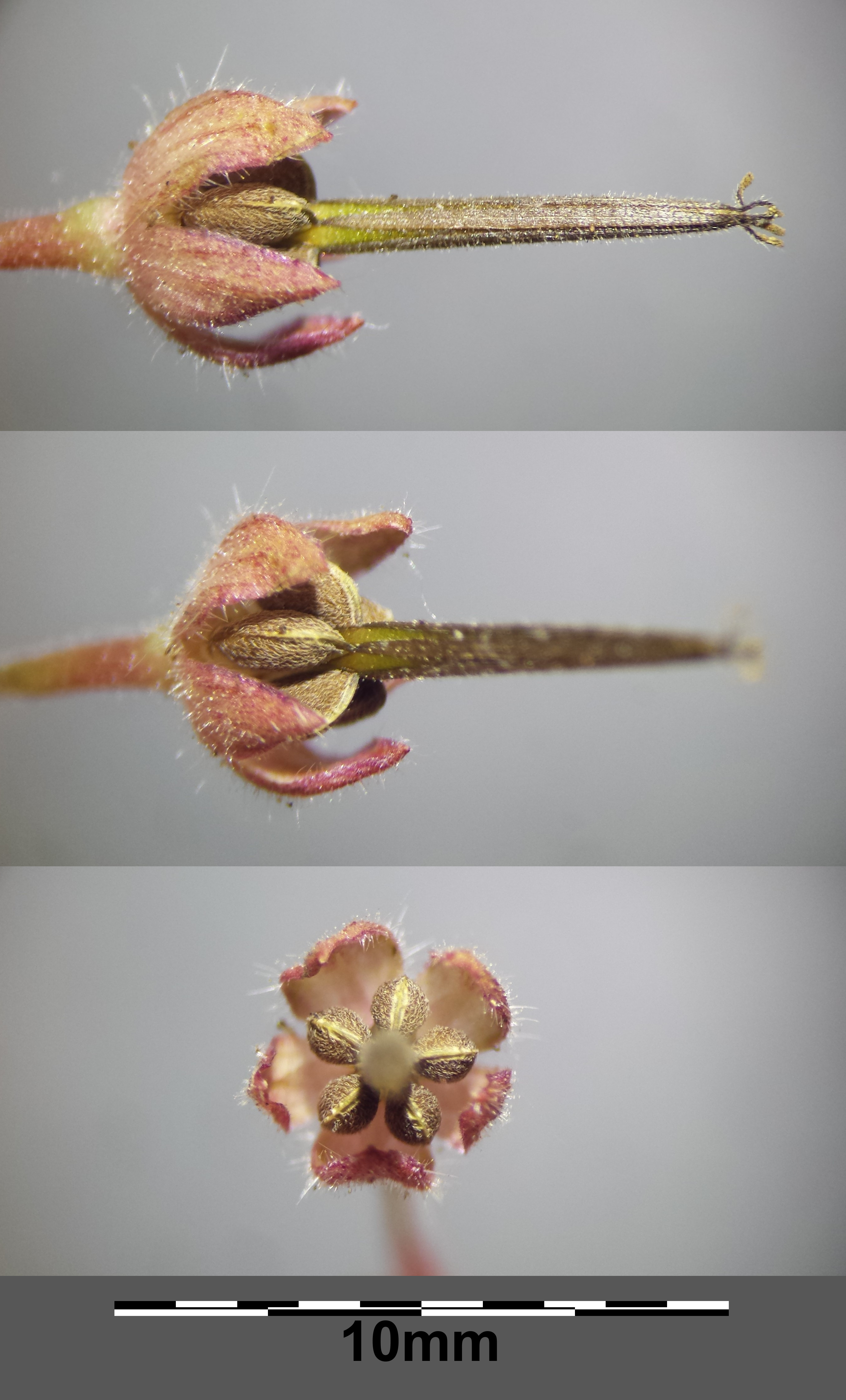
плід
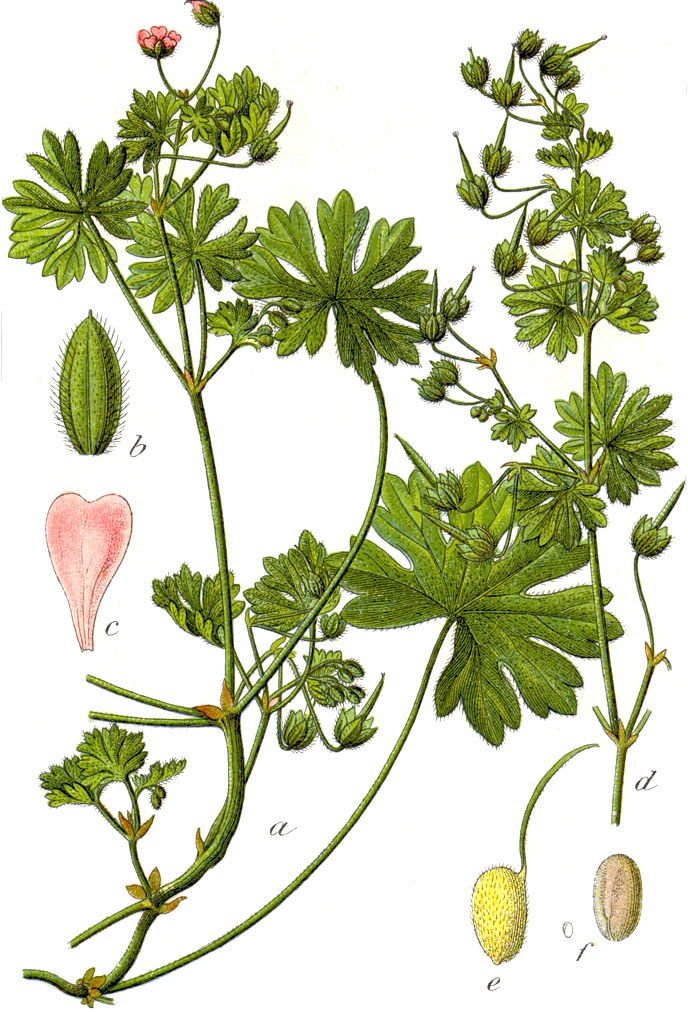
ілюстрація